# Acanthopholis
Acanthopholis is een geslacht van plantenetende gepantserde ornithischische dinosauriërs, behorend tot de groep van de Thyreophora, dat tijdens het vroege Krijt leefde in het gebied van het huidige Engeland.

## Vondst en naamgeving
Rond 1865 vond de commerciële fossielenverzamelaar John Griffiths aan de kustlijn bij Folkestone in Kent resten van een dinosauriër die hij verkocht aan metallurg Dr. John Percy. Deze bracht ze onder de aandacht van Thomas Henry Huxley die Griffith verzocht de locatie speciaal op botten te onderzoeken, wat nog niet eenvoudig was omdat zij tussen de hoogwaterlijn en de laagwaterlijn gelegen was: de getijdenwerking had de fossielen uit het gesteente losgewoeld. Verschillende beenderen, stekels en schubben konden desalniettemin geborgen worden.
In 1867 benoemde Huxley de typesoort Acantopholis horridus. De geslachtsnaam is afgeleid van het Klassiek Griekse akantha, "doorn", en pholis, "schub", een verwijzing naar de stekels en platen van het lichaamspantser. De soortaanduiding betekent "ruw" of "schrikwekkend" in het Latijn.
Het typespecimen van Acanthopholis bestaat uit GSM 109045-GSM 109058, een reeks syntypen: GSM 109045, GSM 109046 (partim) en GSM 109051 (partim) zijn drie losse tanden; GSM 109053 is een ruggenwervel; GSM 109046-109052 en GSM 10955-10956 bestaan uit platen en stekels; GSM 10957 is een fragmentarische schedelbasis. Verschillende andere specimina werden door Huxley in 1867 aan de soort toegewezen waaronder nog een ruggenwervel, een opperarmbeen en een groot aantal verdere platen maar die zijn zoekgeraakt. De fossielen zijn gevonden in de Greensandformatie die dateert uit het Aptien-Albien maar veel ouder herwerkt materiaal bevat. Tussen 1873 en 1879 verwierf het British Museum of Natural History nog eens drie specimina afkomstig van dezelfde locatie: BMNH 44581, 47234 en 49917, bestaande uit staartwervels en platen, die aan A. horridus werden toegewezen. Huxley meende dat al deze vondsten van eenzelfde individu kwamen maar dat wordt tegenwoordig betwijfeld, vooral omdat de wervels wellicht van een iguanodontiër zijn. Omdat pholis vrouwelijk is, emendeerde Arthur Smith Woodward in 1890 de soortnaam in Acanthopholis horrida, iets wat weinigen opviel totdat George Olshevsky er in 2000 de aandacht op vestigde.
In 1869 catalogiseerde Harry Govier Seeley de fossielen van het Sedgwick Museum. Hij besloot verschillende resten van gepantserde dinosauriërs bij Acanthopholis onder te brengen, waarbij hij een aantal nieuwe soorten benoemde. De eerste daarvan was Acanthopholis macrocercus, de "grootstaart", gebaseerd op specimina SMC B55599-55609, een mengeling van pantserplaten en iguanodontische wervels. In 1879 zou Seeley een gedeelte van het materiaal van deze soort een eigen geslacht geven: Syngonosaurus. Een volgende soort was Acanthopholis platypus, de "platvoet", gebaseerd op SMC B55454, een teenkootje, en SMC B55455-55460, staartwervels. Een derde soort was Acanthopholis stereocercus, de "dubbelstaart", gebaseerd op SMC B5558-55560, B55562, B55566-55568, staartwervels, en B55569, een stekel. De laatste soort was Acanthopholis eucercus, de "welgevormde staart", gebaseerd op SMC 55551-SMC 55557, een reeks van zes staartwervels, die wellicht van een iguanodontiër afkomstig zijn.
In 1878 benoemde Seeley een Acanthopholis tanyspondylus dat hij in 1879 zou hernoemen tot Eucercosaurus tanyspondylus. In 1879 splitste Seeley ook een deel van het materiaal van Acanthopholis stereocercus af een benoemde er een soort van Anoplosaurus voor: Anoplosaurus major. In 1902 echter maakte baron Franz Nopcsa er een nieuwe soort van Acanthopholis van: Acanthopholis major. Nopcsa hernoemde tegelijkertijd Anoplosaurus curtonotus tot een Acanthopholis curtonotus. In 1956 hernoemde Friedrich von Huene Acanthopholis platypus in een Macrurosaurus platypus, wat tegenwoordig algemeen wordt afgewezen.
In 1999 herzagen Xabier Pereda-Superbiola en Paul Barrett het volledige bekende materiaal. Ze concludeerden dat alle soorten nomina dubia waren, namen gebaseerd op vondsten die te slecht van kwaliteit zijn om vast te stellen om welke een soort het eigenlijk gaat. Het lukte hun ook om twee nieuwe namen te ontdekken die Seeley op labels van fossielen van het museum geschreven had maar nooit gepubliceerd. Hoewel het ook hier om nomina dubia zou gaan, vermelden Pereda-Superbiola en Barrett deze wel, echter met de bedoeling ze nomina nuda te laten blijven. Acanthopholis hughesii was het label op specimina SMC B55463-55490, bestaande uit zes ruggenwervels, zeven staartwervels, een wervelfragment, vier beenderen van de ledematen, drie teenkootjes en zeven huidplaten. Het gaat om ankylosaurisch materiaal met uitzondering van sommige ledematen en ruggenwervels. Acanthopholis keepingi was het label op SMC B55491-55526, bestaande uit vijf ruggenwervels, zes staartwervels, drie wervelfragmenten, een rib, twee chevrons, een middenvoetsbeen, twee teenkootjes, een vermoedelijk darmbeen, dertien huidplaten en twee niet te determineren beenderen.

## Beschrijving
Doordat het onduidelijk is of het fossiele ankylosaurische materiaal waarop de soorten gebaseerd zijn wel echt aan één vorm toebehoort, kan het niet tot een enkel skelet gecombineerd worden. Een beschrijving van Acanthopholis kan aldus alleen op A. horrida betrekking hebben. Het gaat hier om een dier van vier tot vijf meter lang, waarvan althans een deel van de romp bedekt was met ovale gekielde huidplaten. Op de schouders stonden lange en massief gebouwde gekromde kegelvormige stekels. Hun precieze positie en oriëntatie is onbekend. De tanden zijn klein en bladvormig.

## Fylogenie
Acanthopholis werd door Huxley oorspronkelijk toegewezen aan de Scelidosauridae. In 1902 maakte Nopcsa daar de Stegosauridae van, zij het dat dit begrip toen een wat andere inhoud had en ook ankylosaurische vormen omvatte. In 1923 plaatste Nopcsa het geslacht in een eigen Acanthopholidae samen met andere gepantserde soorten. Deze groep wordt tegenwoordig de Ankylosauria genoemd en uit de structuur van de tanden blijkt dat Acanthopholis daarbinnen tot de Nodosauridae behoort, zoals Walter Coombs in 1978 vaststelde.